# 森次晃嗣
森次晃嗣（日语：／ Moritsugu Kōhji，1943年3月15日—），日本演员，本名森次浩三（日语：もりつぐ こうぞう），北海道瀧川市出身。奥斯卡傳播所属。今野学院瀧川商业高中（现瀧川市立瀧川西高中）毕业。最初艺名為森次浩司（日语：もりつぐ こうじ），後改为现在的艺名。本名森次浩三。。
其最著名的演出角色便是饰演圓谷製作1967年的特攝作品《超人七號》超级警备队的诸星彈队员，即为主角超人七號的人间体，以及为超人七號献声。

## 來歷
森次出生於1943年，為家中的次子，其父是瀧川市土木建築業的組織者，曾擔任瀧川町前議員。 
1961年，高中畢業後移居東京。在立志成為演員的同時從事各種兼職和模特活動，他在1965年的電視劇《青春をぶっつけろ》中出道。
1967 年，他從50人中的主要試鏡脫穎而出，被選為圓谷製作《超人七號》的主角「諸星彈/超人七號」並在年輕粉絲中獲得了人氣。之後，他經常出現從當代到時代劇的各種電視作品和電影中。最初的藝名是森次浩司，但在在熱心算命的萬屋錦之介和淡路惠子夫婦的推薦下，藝名改為1973年現藝名。。
1969年，與松竹簽訂獨家合約，並以井上梅次導演的《夕陽の恋人》正式從電影業出道。1972年後成為自由業，並在增村保造的電影《音樂》擔任助演，1976年，出演日活工會出品的岡本浩司導演的《新・どぶ川学級》，在劇中飾演免費教貧困兒童學習的老師。
在電視劇中，她以在1971年日本保齡球熱潮中而製作《红粉健儿》飾演主角新藤惠美的教練。1974年，應圓谷製作和自身的要求，他在《超人力霸王雷歐》中再次以諸星彈的身份擔任常設演員。1981年，在大川橋三主演的長壽劇《服部平次》中，飾演平次的上司矢吹圭一郎一角，此外，他還出演了幾部作品，如NHK大河劇中的《天與地》（1969年）中的北條氏政和《太平記》（1991年）中的細川顯氏
2004年，在東映的平成假面騎士系列《假面騎士劍》中飾演反派天王路博史。由於「諸星彈」在特攝界具中有很強的形象，但他同意出演，因為他認為扮演一個完全不同的角色是可行的。
除了演戲，他自1987 年以來一直在神奈川縣藤澤市經營一家咖啡館餐廳「JOLI CHAPEAU」，有時他作為廚師親自烹製料理，店內除了出售超人七號相關商品外，定期舉辦爵士現場表演，和超人力霸王系列相關的粉絲見面會。1997年9月，在神奈川縣設立私人事務所“守宮弘事事務所”，與人才經紀公司並行，生產和銷售超人七號相關商品，舉辦和管理活動。通過與圓谷製作的業務聯盟，經常涉足舉辦和營運超人力霸王表演、景點和超相關活動的業務。2002年4月，活動事業部因業務擴大而更名為“森次娛樂株式會社”，作為森次弘司事務所的關聯公司獨立運作。

## 出演

### 電視劇
- 超人力霸王系列
  - 超人七號（1967年 - 1968年、TBS） - 主演・諸星彈
    - 第17話「地底GO! GO! GO!」 - 薩摩次郎

  - 歸來的超人力霸王 第38話（1971年） - 諸星彈
  - 超人力霸王太郎 第33話-第34話（1973年） - 諸星彈
  - 超人力霸王雷歐 第1話 - 第40話（1974年 - 1975年、TBS） - 諸星彈
  - 超人七號 太陽能作戰（1994年、NTV） - 超人七號（聲演）、旁白
  - 超人七號 地球星人的大地（1994年、NTV） - 諸星彈
  - 超人力霸王馬克斯 第19話（2005年、CBC） - 尾崎健
  - 超人力霸王梅比斯 第46話、第50話（2007年、CBC） - 諸星彈
  - 超人七號X Episode12（2007年、CBC）- 諸星彈
  - 新超人力霸王列傳 第1話（2013年、TX） - 超人七號（聲演）
  - 超人力霸王捷德 第1話（2017年、TX） - 超人七號（聲演）

- 大河劇（NHK)
  - 天與地（1969年） - 北条氏政
  - 花神（1977年） - 寺島秋助
  - 草燃える（1979年） - 畠山重忠
  - 徳川家康（1983年） - 戸田宣光
  - 天與地（1991年） - 細川顕氏

- 假面騎士劍（2005年、朝日）- 天王路博史
- 但願人長久（2024年、北京衛視）- 山本武彥

### 電影
- 超人力霸王系列
  - 超人力霸王傑斯2：光與影（1997年、松竹） - 薩摩萬隊長
  - 超人力霸王梅比斯&超人兄弟世紀之戰（2006年、松竹） 諸星彈
  - 大決戰!超人力霸王8兄弟（2008年、松竹） - 諸星彈
  - 大怪獸格鬥_超銀河傳說_THE_MOVIE（2009年、華納兄弟） - 諸星彈
  - 超人力霸王傑洛 THE MOVIE 超決戰！貝利亞銀河帝國（2010年、松竹） - 超人七號（聲）
  - 超人力霸王傳奇（2012年、松竹） -諸星彈
  - 超人力霸王Orb 絆之力，請借我一用吧！（2017年、松竹） -諸星彈

### 非戲院首映
- - 超人力霸王VS假面騎士（日语：ウルトラマンVS仮面ライダー）（1991年）
  - 超人七號 紀念3部曲（1998年、全3話） - 諸星彈
  - 超人七號 最終章6部曲（1999年、全6話） - 諸星彈
  - 超人七號 EVOLUTION（2002年、全5話） - 旁白
  - 超人力霸王梅比斯外傳 亡靈復活（2009年） -超人七號（聲）
  - 超人力霸王傑洛外傳 殺手 THE 衝擊之星（2011年） -超人七號（聲）

## 注解
1. 1 2 3 4 5 6 7 8  . 男優編〈下巻〉. 電影旬報. 1996: 784–785. ISBN 978-4873761893.
2. ↑  . 日本藝人名鑑. VIPタイムズ社.   [2018-12-09]. （原始内容存档于2020-09-03）.
3. 1 2 3 4 5  . 宇宙船 (ホビージャパン). 2017-04-01,. vol.156 (（SPRING 2017.春）): 79. ISBN 978-4-7986-1434-2.
4. 1 2  . 日外アソシエーツ. 2001: 1078. ISBN 978-4816916779.
5. 1 2  週刊文春 2017年12月29日号 p.118 - 121「新・家の履歴書」
6. 1 2  . . 洋泉社MOOK. 洋泉社. 2013: 95. ISBN 978-4-8003-0209-0.
7. ↑  ダン 1998，第146-128頁.
8. ↑  ダン 1998，第137頁.
9. ↑  ダン 1998，第145-146頁.
10. ↑  ダン 1998，第184-185頁
11. ↑  ダン 1998，第169-173頁.
12. ↑  . . タツミムック Vol.11. 辰巳出版. 2004: 14–15. ISBN 4-7778-0104-7.
13. ↑  『東京新聞』（2010年10月31日 11版 28面）
14. ↑  『ウルトラセブン・森次晃嗣が作る「モロボシ・ダンのハヤシライス」』 ぐるナビ （页面存档备份，存于）（『爆報! THE フライデー』2012年3月16日放送分）
15. ↑  . 有限会社　森次エンターテインメント.   [2013-10-30]. （原始内容存档于2021-01-28）.